# Grote Kerk (Den Haag)

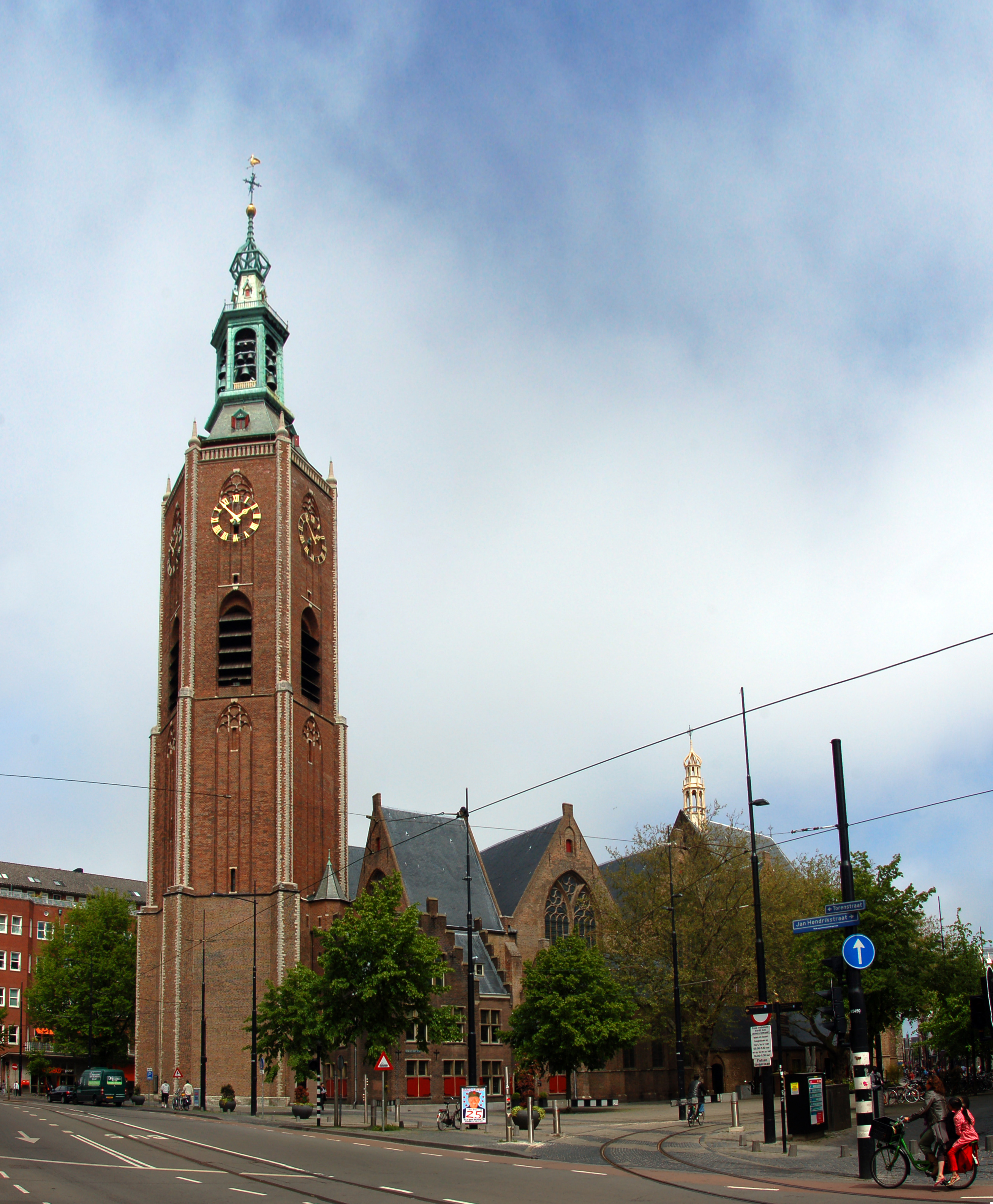
Grote Kerk in Den Haag

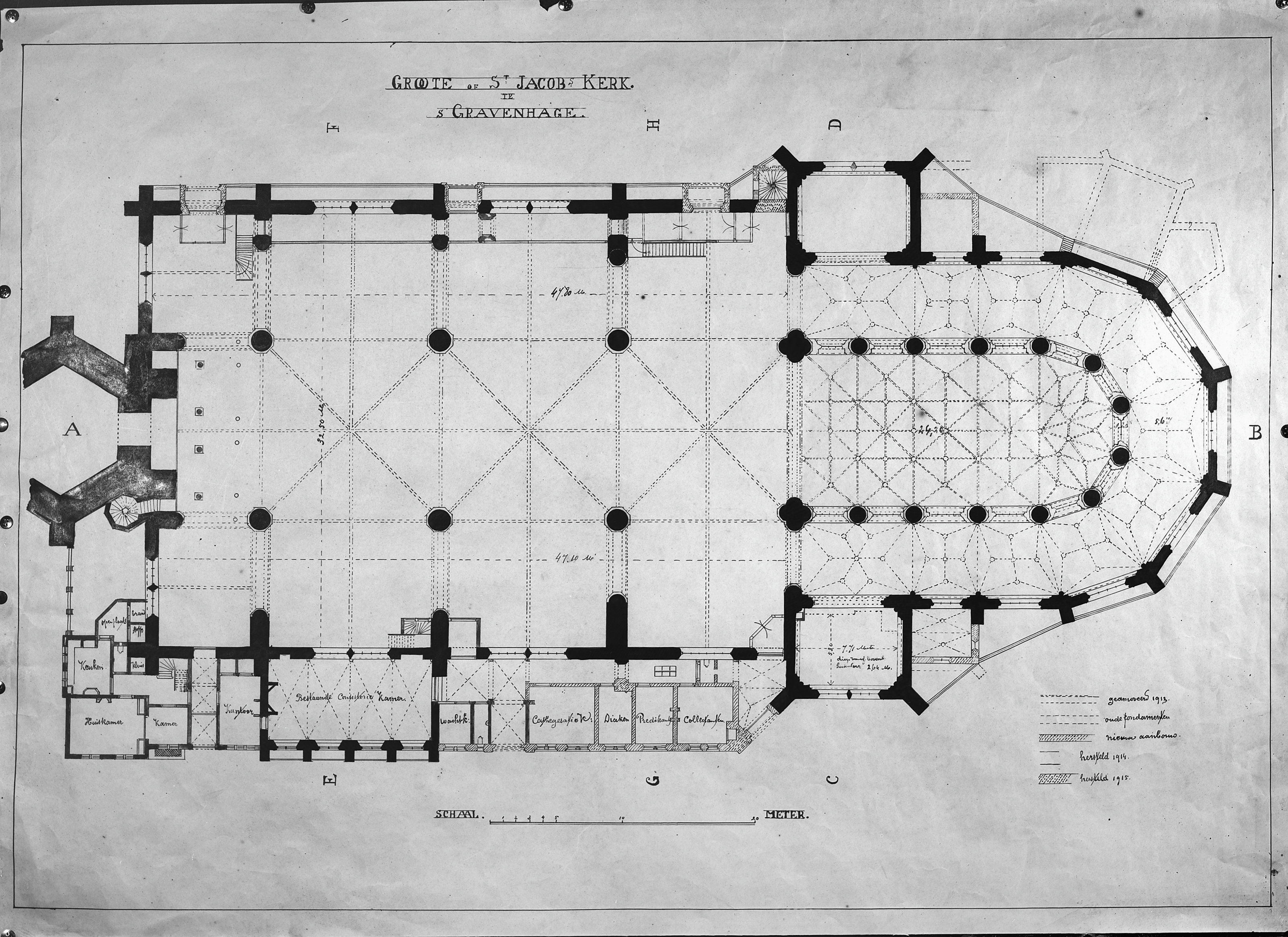
Grundriss der Grote Kerk

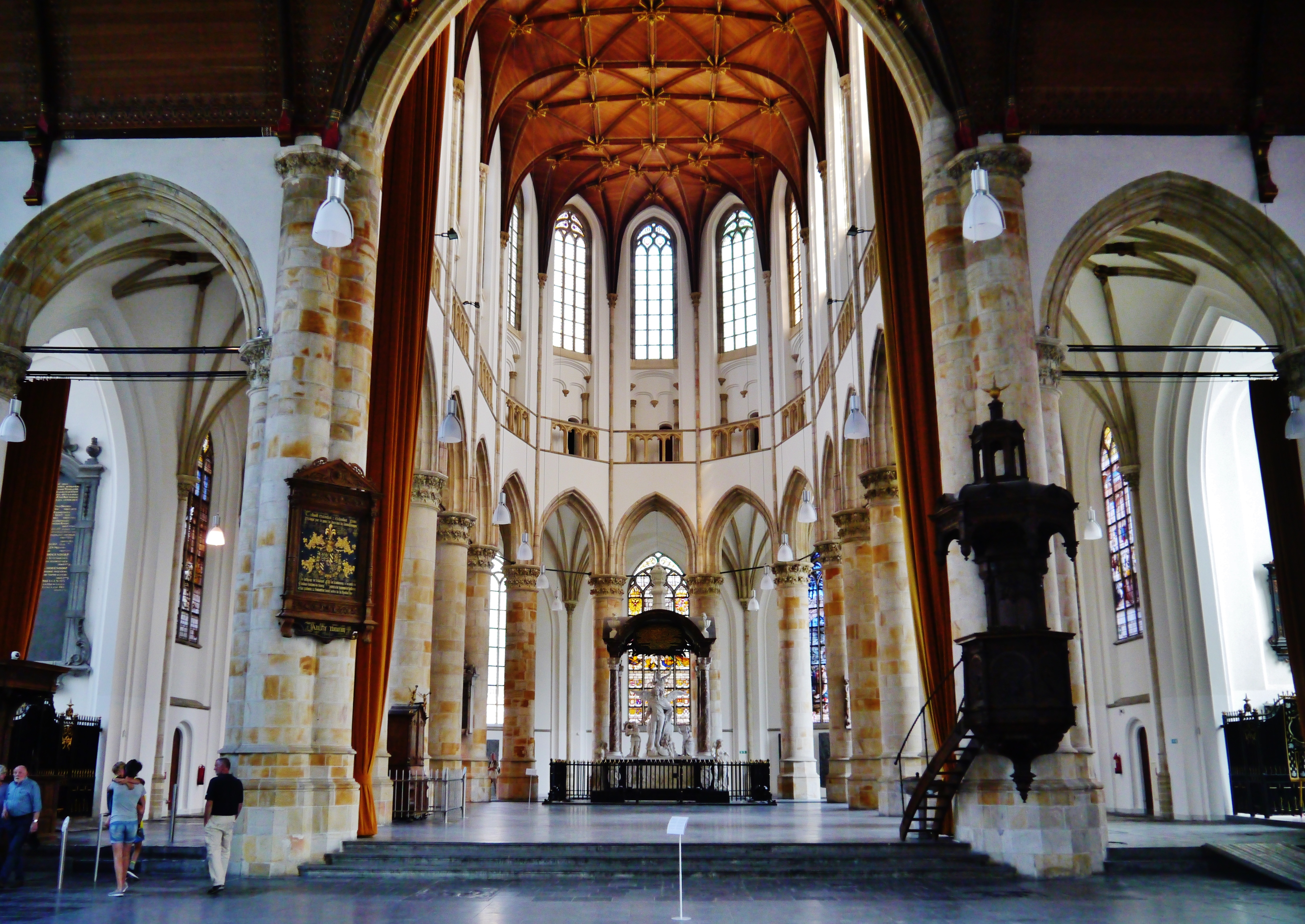
Grote Kerk Sint Jacob, Langhaus gegen Osten

Die Grote of Sint-Jacobskerk (deutsch Große oder St.-Jakobus-Kirche), vor der Reformation dem heiligen Jakobus geweiht, ist die Stadtkirche von Den Haag und eines der bedeutendsten Werke der Backsteingotik in den Niederlanden.

## Geschichte
Der älteste, aus dem 14. Jahrhundert stammende Teil der gotischen Hallenkirche, wurde bei einem Brand 1539 stark beschädigt. 
Der von 1420 bis 1424 errichtete, 93 m hohe Kirchturm fällt durch seine in den Niederlanden einzigartige sechseckige Form auf. Nach dem Brand der Kirche wurde der auch als militärischer Aussichtsposten verwendete Turm im Stil der Renaissance wieder aufgebaut. 1861 wurde er mit einer neugotischen Turmspitze versehen. Dieser Teil des Turms wurde von den Haager Bewohnern liebevoll als Schlafmütze bezeichnet, jedoch bei der Renovierung 1951 entfernt.
Die deutschen Besatzer entfernten im Juli 1941 das Glockenspiel. Da jedoch die größte Glocke, Jhezus genannt, nicht durch die kleinen Öffnungen des Turmes passte, blieb sie der Kirche erhalten. 1959 wurde sie mit einem der größten Glockenspiele der Niederlande mit 51 Glocken ergänzt.
In der Groten Kerk fanden die meisten Hochzeits- und Tauffeiern der königlichen Familie statt. Seit Abschluss einer grundlegenden Renovierung 1987 dient die Kirche nunmehr als Ort für Ausstellungen, Messen und Festveranstaltungen.

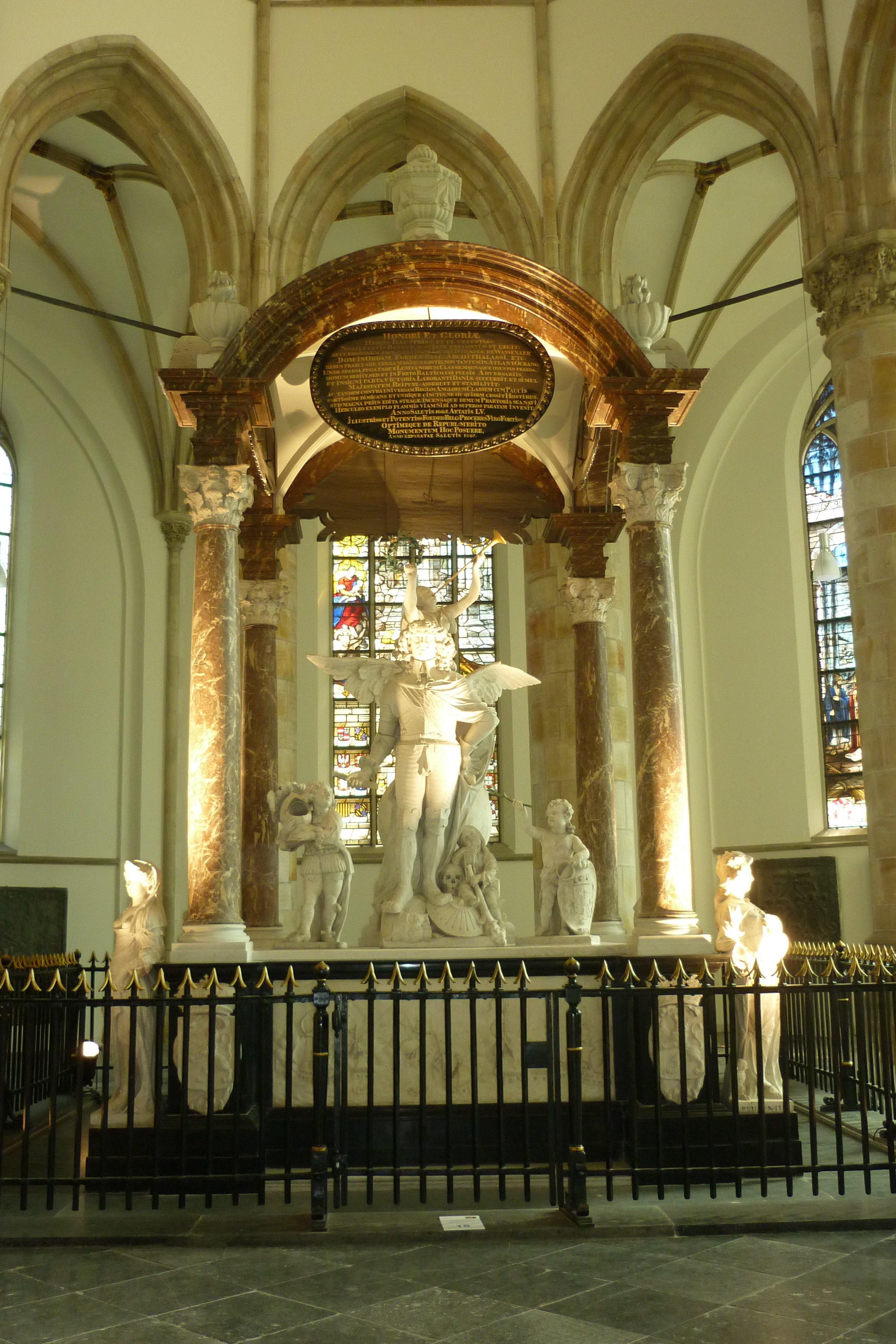
Grabmal für Jacob van Wassenaer Obdam

## Ausstattung
In dem gewölbten Langschiff der Grote Kerk mit hohem, lichtem Chor befinden sich mehrere Grabmäler und Grabplatten, darunter an der hinteren Chorwand diejenigen des Dichters und Staatsmannes Constantijn Huygens († 1687) und seines Sohnes, des Physikers und Astronomen Christiaan Huygens († 1695). Ein prächtiger Kenotaph erinnert an Jacob van Wassenaer Obdam.
Weiterhin beachtenswert sind die holzgeschnitzte Kanzel von 1541, die Wappentafeln der Ritter vom Orden des Goldenen Vlies und die große Orgel von 1971 sowie die Fenster im Chor und im nördlichen Querschiff.

### Orgel

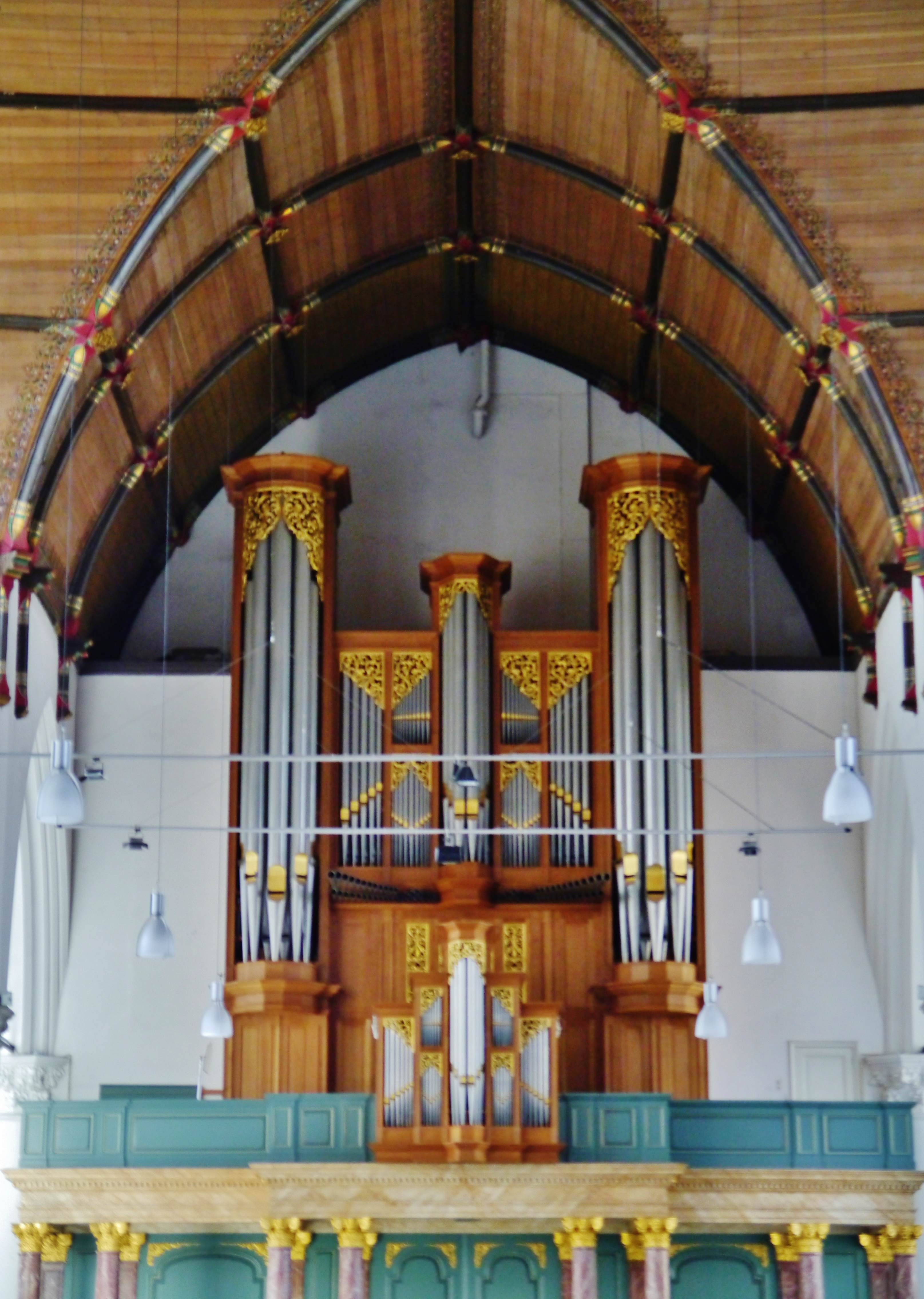
Orgel

Die große Orgel wurde 1971 von der Orgelbaufirma Metzler (Dietikon) erbaut. Das rein mechanische Instrument hat 50 Register auf drei Manualen und Pedal.
| I Hoofdwerk C–f3 |         |
| Principal        | 16′     |
| Principal        | 08′     |
| Gedackt          | 08′     |
| Grossquinte      | 05 1⁄3′ |
| Octave           | 04′     |
| Spitzflöte       | 04′     |
| Quinte           | 02 ⁄3′  |
| Octave           | 02′     |
| Mixtur IV-VI     |         |
| Cimbel IV        |         |
| Cornett V        |         |
| Trompete         | 16′     |
| Trompete         | 08′     |
| Trompete en ch.  | 08′     |
| Trompete en ch.  | 04′     |

| II Rugwerk C–f3 |        |
| Quintade        | 16′    |
| Principal       | 08′    |
| Hohlflöte       | 08′    |
| Quintade        | 08′    |
| Octave          | 04′    |
| Rohrflöte       | 04′    |
| Superoctave     | 02′    |
| Waldflöte       | 02′    |
| Nasard          | 01 ⁄3′ |
| Scharff V-VI    |        |
| Sesquialter II  |        |
| Krummhorn       | 08′    |

| III Borstwerk C–f3 |         |
| Holzgedackt        | 08′     |
| Praestant          | 04′     |
| Gedackt            | 04′     |
| Spitzquinte        | 02 ⁄3′  |
| Octave             | 02′     |
| Gemshorn           | 02′     |
| Terz               | 01 3⁄5′ |
| Sifflöte           | 01′     |
| Cimbel III         |         |
| Rankett            | 16′     |
| Vox Humana         | 08′     |
| Tremulant          |         |

| Pedaal C–f1 |     |
| Principal   | 32′ |
| Octavbass   | 16′ |
| Subbass     | 16′ |
| Octave      | 08′ |
| Bourdon     | 08′ |
| Octave      | 04′ |
| Nachthorn   | 02′ |
| Mixtur VI   |     |
| Fagott      | 32′ |
| Posaune     | 16′ |
| Trompete    | 08′ |
| Trompete    | 04′ |

- Koppeln: II/I, III/I, I/P, II/P